# 川瀬成一郎
川瀬 成一郎（かわせ せいいちろう、1950年 - ）は、日本の宇宙工学者、防衛大学校理工学研究科航空宇宙工学専攻教授。研究分野は航空宇宙工学であり、専門は軌道工学、宇宙航行理論、宇宙機制御、将来宇宙システム。
日本航空宇宙学会、電子情報通信学会、及び米国宇宙航行学会所属。

## 学歴
- 1972年 東京工業大学工学部機械物理工学科卒業
- 1975年 同大学院工学研究科精密機械システム専攻修士課程修了
- 1994年 工学博士（東京大学、学位論文『静止衛星の相対軌道決定の研究』）

## 研究歴
- 1975年 郵政省入省。（郵政省電波研究所、情報通信研究機構･鹿島宇宙通信センター宇宙制御技術研究室（室長）などを歴任）
- 1984年-1985年 欧州宇宙運用センター(ESA/ESOC)客員研究員
- 2010年 同省退職、防衛大学校教授。同大学校システム工学群航空宇宙工学科において、航空宇宙工学設計分野･飛行システム講座を担当。

## 主な著作
- 「衛星通信」第2章（1997年、オーム社）
- Mobile Satellite Communications（1998年、Artech House Publishers）